# Amphiura confinis
Amphiura confinis är en ormstjärneart som beskrevs av Jean Baptiste François René Koehler 1904. Amphiura confinis ingår i släktet Amphiura och familjen trådormstjärnor. Inga underarter finns listade i Catalogue of Life.